# Gucheng (Hengshui)
Gucheng (chinesisch 故城县, Pinyin Gùchéng Xiàn) ist ein Kreis der bezirksfreien Stadt Hengshui in der chinesischen Provinz Hebei. Er hat eine Fläche von 933,2 km² und zählt 487.025 Einwohner (Stand: Zensus 2010). Sein Hauptort ist die Großgemeinde Zhengkou (郑口镇).
Die Pagode des Qinglin-Tempels (Qinglin si ta 庆林寺塔) steht seit 2006 auf der Liste der Denkmäler der Volksrepublik China (6-320).